# Natação nos Jogos Paralímpicos de Verão de 2012 - 400 m livre masculino
As competições de 400 metros livre masculino da natação nos Jogos Paralímpicos de Verão de 2012 foram disputadas entre os dias 30 de agosto e 7 de setembro no Centro Aquático de Londres, na capital britânica. Participaram desse evento atletas de 8 classes diferentes de deficiência.

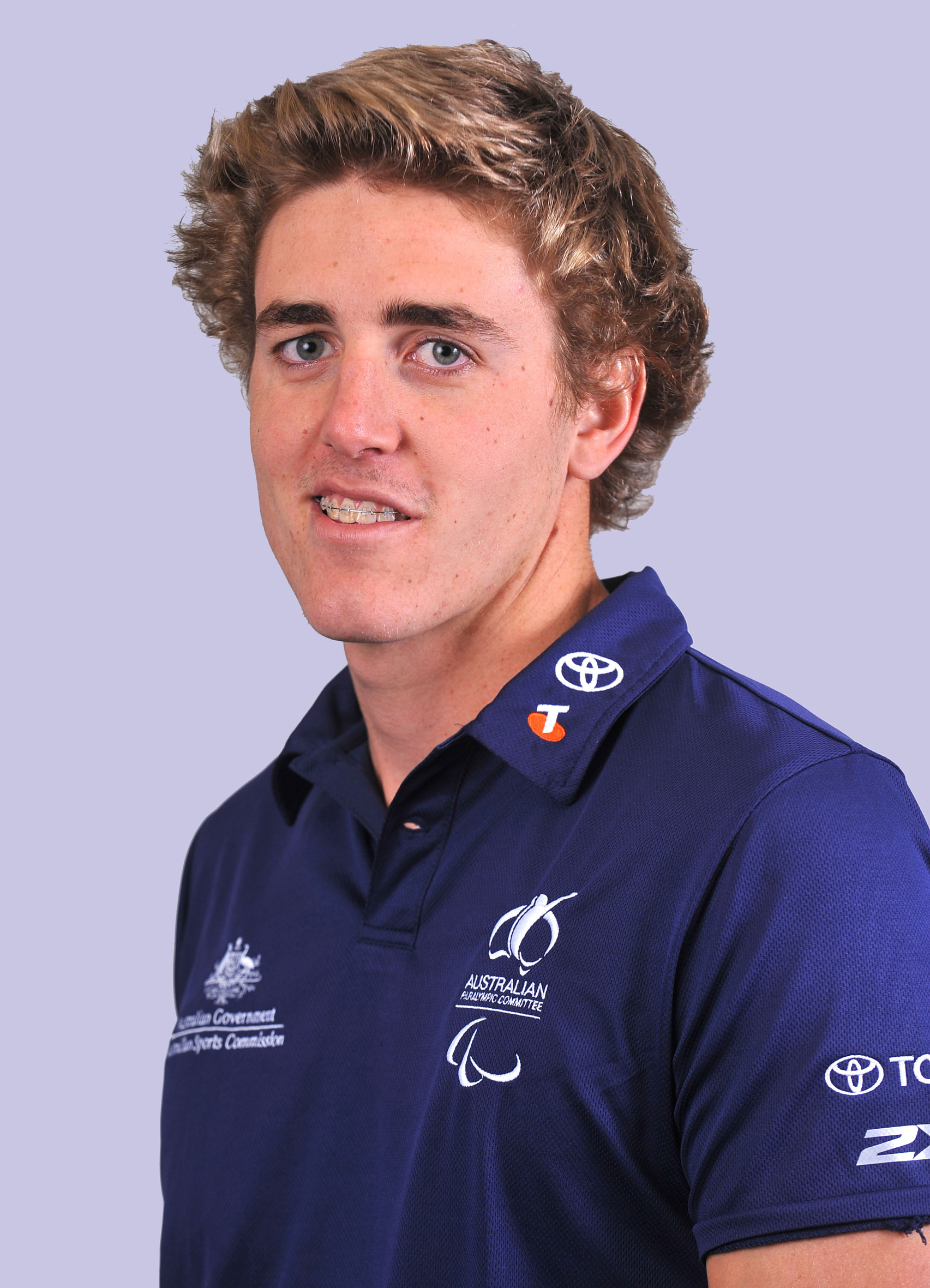
O australiano Brenden Hall conquistou a medalha de ouro nos 100 metros livres S9.

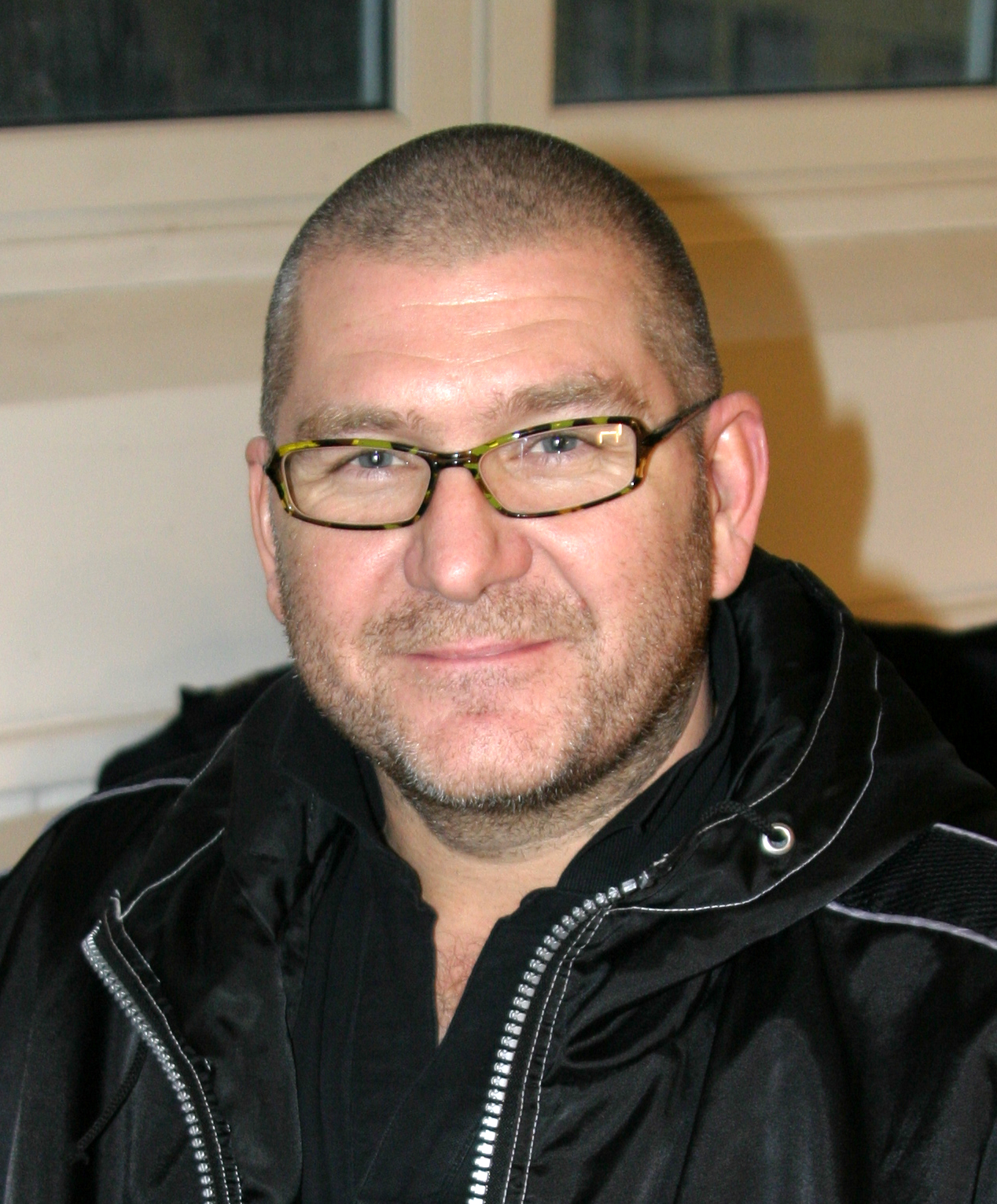
O sueco Anders Olsson ficou com a medalha de prata nos 100 metros livres S6.

## Medalhistas

### Classe S6
| Ouro   | IRL Darragh McDonald |
| Prata  | SWE Anders Olsson    |
| Bronze | GBR Matthew Whorwood |

### Classe S7
| Ouro   | GBR Josef Craig    |
| Prata  | CHN Pan Shiyun     |
| Bronze | RUS Andrey Gladkov |

### Classe S8
| Ouro   | CHN Wang Yinan  |
| Prata  | GBR Oliver Hynd |
| Bronze | GBR Sam Hynd    |

### Classe S9
| Ouro   | AUS Brenden Hall       |
| Prata  | HUN Tamás Tóth         |
| Bronze | ITA Federico Morlacchi |

### Classe S10
| Ouro   | USA Ian Jaryd Silverman |
| Prata  | CAN Benoît Huot         |
| Bronze | GBR Robert Welbourn     |

### Classe S11
| Ouro   | USA Bradley Snyder  |
| Prata  | ESP Enhamed Enhamed |
| Bronze | CHN Yang Bozun      |

### Classe S12
| Ouro   | RUS Sergey Punko     |
| Prata  | ESP Enrique Floriano |
| Bronze | UKR Sergii Klippert  |

### Classe S13
| Ouro   | BLR Ihar Boki              |
| Prata  | UKR Danylo Chufarov        |
| Bronze | UKR Aleksandr Golintovskii |

## S6

### Eliminatórias

#### Eliminatória 1
| Pos. | Raia | Atleta                | Tempo   | Notas |
| ---- | ---- | --------------------- | ------- | ----- |
| 1    | 4    | IRL Darragh McDonald  | 5:02.38 | Q     |
| 2    | 3    | AUS Reagan Wickens    | 5:28.56 | Q     |
| 3    | 5    | GER Sebastian Iwnanow | 5:33.28 | Q     |
| 4    | 6    | COL Daniel Londono    | 5:34.10 | Q     |
| 5    | 2    | JPN Kyosuke Oyama     | 5:39.89 |       |

#### Eliminatória 2
| Pos. | Raia | Atleta                     | Tempo   | Notas |
| ---- | ---- | -------------------------- | ------- | ----- |
| 1    | 4    | SWE Anders Olsson          | 5:06.90 | Q     |
| 2    | 5    | GBR Matthew Whorwood       | 5:17.28 | Q     |
| 3    | 2    | GER Swen Michaelis         | 5:30.43 | Q     |
| 4    | 6    | BRA Adriano de Lima        | 5:30.75 | Q     |
| 5    | 2    | CUB Lorenzo Pérez Escalona | 5:48.86 |       |

### Final
| Pos.   | Raia | Atleta               | Tempo   | Notas              |
| ------ | ---- | -------------------- | ------- | ------------------ |
| Ouro   | 4    | IRL Darragh McDonald | 4:55.56 |                    |
| Prata  | 5    | SWE Anders Olsson    | 5:03.44 |                    |
| Bronze | 3    | GBR Matthew Whorwood | 5:11.59 |                    |
| 4      | 6    | AUS Reagan Wickens   | 5:26.67 | Recorde da Oceania |
| 5      | 8    | COL Daniel Londono   | 5:29.13 |                    |
| 6      | 1    | GER Sebastian Iwanow | 5:29.70 |                    |
| 7      | 7    | BRA Adriano de Lima  | 5:33.79 |                    |
| 8      | 2    | GER Swen Michaelis   | 5:37.38 |                    |

## S7

### Eliminatórias

#### Eliminatória 1
| Pos. | Raia | Atleta                | Tempo   | Notas |
| ---- | ---- | --------------------- | ------- | ----- |
| 1    | 5    | GBR Josef Craig       | 4:45.79 | Q     |
| 2    | 4    | CRO Mihovil Španja    | 4:52.99 | Q     |
| 3    | 3    | CHN Pan Shiyun        | 4:53.37 | Q     |
| 4    | 6    | AUS Matthew Levy      | 4:57.68 | Q     |
| 5    | 2    | UKR Oleksandr Komarov | 5:14.14 |       |
| 6    | 1    | BRA Ronaldo Santos    | 5:19.85 |       |
| 7    | 7    | GER Tobias Pollap     | 5:20.08 |       |
| 8    | 8    | JPN Jumpei Kimura     | 5:45.79 |       |

#### Eliminatória 2
| Pos. | Raia | Atleta                   | Tempo   | Notas |
| ---- | ---- | ------------------------ | ------- | ----- |
| 1    | 4    | GBR Jonathan Fox         | 4:49.91 | Q     |
| 2    | 5    | RUS Andrey Gladkov       | 4:50.06 | Q     |
| 3    | 3    | USA Lantz Lamback        | 4:59.47 | Q     |
| 4    | 2    | UKR Marian Kvasnytsia    | 5:05.50 | Q     |
| 5    | 1    | BRA Ítalo Pereira        | 5:08.70 |       |
| 6    | 7    | ITA Francesco Bocciardo  | 5:14.78 |       |
| 7    | 6    | AUS Jay Dohnt            | 5:22.30 |       |
| 8    | 8    | MEX Enrique Pérez Davila | 5:25.32 |       |

### Final
| Pos.   | Raia | Atleta                | Tempo   | Notas            |
| ------ | ---- | --------------------- | ------- | ---------------- |
| Ouro   | 4    | GBR Josef Craig       | 4:42.81 | Recorde mundial  |
| Prata  | 5    | CHN Pan Shiyun        | 4:46.22 | Recorde asiático |
| Bronze | 3    | RUS Andrey Gladkov    | 4:46.76 |                  |
| 4      | 7    | GBR Jonathan Fox      | 4:48.03 |                  |
| 5      | 6    | CRO Mihovil Španja    | 4:52.22 |                  |
| 6      | 2    | USA Lantz Lamback     | 4:56.87 |                  |
| 7      | 8    | AUS Matthew Levy      | 4:58.12 |                  |
| 8      | 1    | UKR Marian Kvasnytsia | 5:04.92 |                  |

## S8

### Eliminatórias

#### Eliminatória 1
| Pos. | Raia | Atleta                | Tempo   | Notas |
| ---- | ---- | --------------------- | ------- | ----- |
| 1    | 4    | GBR Sam Hynd          | 4:33.25 | Q     |
| 2    | 5    | CHN Wang Yinan        | 4:37.86 | Q     |
| 3    | 3    | GER Christoph Burkard | 4:45.40 | Q     |
| 4    | 6    | IRL Jonathan Mcgrath  | 4:53.25 |       |
| 5    | 2    | GER Torben Schmidtke  | 5:01.05 |       |
| 6    | 7    | HUN Ferenc Csuri      | 5:13.88 |       |

#### Eliminatória 2
| Pos. | Raia | Atleta                 | Tempo   | Notas |
| ---- | ---- | ---------------------- | ------- | ----- |
| 1    | 5    | GBR Thomas Young       | 4:34.16 | Q     |
| 2    | 4    | GBR Oliver Hynd        | 4:36.40 | Q     |
| 3    | 6    | BRA Caio Oliveira      | 4:41.20 | Q     |
| 4    | 2    | CAN Zack Mcallister    | 4:43.80 | Q     |
| 5    | 3    | CHN Wang Jiachao       | 4:37.34 | Q     |
| 6    | 7    | USA Rudy Garcia-Tolson | 4:54.84 |       |

### Final
| Pos.   | Raia | Atleta                | Tempo   | Notas              |
| ------ | ---- | --------------------- | ------- | ------------------ |
| Ouro   | 6    | CHN Wang Yinan        | 4:27.11 | Recorde asiático   |
| Prata  | 3    | GBR Oliver Hynd       | 4:27.88 |                    |
| Bronze | 4    | GBR Sam Hynd          | 4:32.93 |                    |
| 4      | 5    | GBR Thomas Young      | 4:33.57 |                    |
| 5      | 8    | CHN Wang Jiachao      | 4:39.08 |                    |
| 6      | 7    | CAN Zack Mcallister   | 4:39.81 | Recorde da América |
| 7      | 1    | BRA Caio Oliveira     | 4:39.86 |                    |
| 8      | 8    | GER Christoph Burkard | 4:44.23 |                    |

## S9

### Eliminatórias

#### Eliminatória 1
| Pos. | Raia | Atleta                        | Tempo   | Notas |
| ---- | ---- | ----------------------------- | ------- | ----- |
| 1    | 4    | ESP José Antonio Mari Alcaraz | 4:23.88 | Q     |
| 2    | 6    | ITA Federico Morlacchi        | 4:24.06 | Q     |
| 3    | 3    | HUN Tamás Sors                | 4:24.34 | Q     |
| 4    | 5    | GBR James Crisp               | 4:26.03 | Q     |
| 5    | 2    | USA Michael Prout             | 4:33.91 |       |

#### Eliminatória 2
| Pos. | Raia | Atleta                 | Tempo   | Notas |
| ---- | ---- | ---------------------- | ------- | ----- |
| 1    | 4    | AUS Brenden Hall       | 4:21.69 | Q     |
| 2    | 5    | ESP Jesús Collado      | 4:23.57 | Q     |
| 3    | 2    | POR David Grachat      | 4:24.10 | Q     |
| 4    | 6    | DEN Kasper Zysek       | 4:24.27 | Q     |
| 5    | 3    | CRO Kristijan Vincetić | 4:37.39 |       |
| 6    | 7    | RUS Eduard Samarin     | 4:38.10 |       |

### Final
| Pos.   | Raia | Atleta                        | Tempo   | Notas           |
| ------ | ---- | ----------------------------- | ------- | --------------- |
| Ouro   | 4    | AUS Brenden Hall              | 4:10.88 | Recorde mundial |
| Prata  | 1    | HUN Tamás Sors                | 4:17.95 |                 |
| Bronze | 6    | ITA Federico Morlacchi        | 4:18.55 |                 |
| 4      | 3    | ESP José Antonio Mari Alcaraz | 4:18.98 |                 |
| 5      | 5    | ESP Jesús Collado             | 4:19.06 |                 |
| 6      | 2    | POR David Grachat             | 4:21.94 |                 |
| 7      | 7    | DEN Kasper Zysek              | 4:23.13 |                 |
| 8      | 8    | GBR James Crisp               | 4:26.61 |                 |

## S10

### Eliminatórias

#### Eliminatória 1
| Pos. | Raia | Atleta                  | Tempo   | Notas |
| ---- | ---- | ----------------------- | ------- | ----- |
| 1    | 5    | USA Ian Jaryd Silverman | 4:13.48 | Q     |
| 2    | 4    | CAN Benoît Huot         | 4:15.22 | Q     |
| 3    | 2    | RSA Kevin Paul          | 4:19.64 | Q     |
| 4    | 7    | USA Dalton Herendeen    | 4:20.31 |       |
| 5    | 6    | NED Mike van der Zanden | 4:21.12 |       |
| 6    | 3    | UKR Maksym Isaiev       | 4:22.70 |       |

#### Eliminatória 2
| Pos. | Raia | Atleta              | Tempo   | Notas |
| ---- | ---- | ------------------- | ------- | ----- |
| 1    | 2    | CAN Isaac Bouckley  | 4:16.97 | Q     |
| 2    | 3    | GER Lucas Ludwig    | 4:16.98 | Q     |
| 3    | 5    | GBR Robert Welbourn | 4:17.13 | Q     |
| 4    | 4    | BRA André Brasil    | 4:17.15 | Q     |
| 5    | 6    | USA Joe Wise        | 4:18.65 | Q     |
| 6    | 7    | RSA Achmat Hassiem  | 4:27.86 |       |

### Final
| Pos.   | Raia | Atleta                  | Tempo   | Notas               |
| ------ | ---- | ----------------------- | ------- | ------------------- |
| Ouro   | 4    | USA Ian Jaryd Silverman | 4:04.91 | Recorde paralímpico |
| Prata  | 5    | CAN Benoît Huot         | 4:06.58 |                     |
| Bronze | 2    | GBR Robert Welbourn     | 4:08.18 |                     |
| 4      | 7    | BRA André Brasil        | 4:11.23 |                     |
| 5      | 1    | USA Joe Wise            | 4:15.66 |                     |
| 6      | 6    | GER Lucas Ludwig        | 4:16.30 |                     |
| 7      | 8    | RSA Kevin Paul          | 4:16.46 | Recorde africano    |
| 8      | 3    | CAN Isaac Bouckley      | 4:18.53 |                     |

## S11

### Eliminatórias

#### Eliminatória 1
| Pos. | Raia | Atleta              | Tempo   | Notas |
| ---- | ---- | ------------------- | ------- | ----- |
| 1    | 3    | CHN Yang Bozun      | 4:48.03 | Q     |
| 2    | 4    | ESP Enhamed Enhamed | 4:56.25 | Q     |
| 3    | 6    | BRA Matheus Souza   | 4:57.32 | Q     |
| 4    | 5    | ESP Israel Oliver   | 4:58.41 | Q     |
| 5    | 2    | POL Marcin Ryszka   | 5:16.68 |       |

#### Eliminatória 2
| Pos. | Raia | Atleta                             | Tempo   | Notas |
| ---- | ---- | ---------------------------------- | ------- | ----- |
| 1    | 4    | USA Bradley Snyder (nadador)       | 4:33.70 | Q     |
| 2    | 6    | UKR Dmytro Zalevskyy               | 5:00.57 | Q     |
| 3    | 5    | UKR Viktor Smyrnov                 | 5:01.89 | Q     |
| 4    | 3    | RSA Hendri Herbst                  | 5:08.87 | Q     |
| 5    | 2    | ARG Sergio Zayas                   | 5:15.46 |       |
| 6    | 7    | COL Brayan Mauricio Urbano Herrera | 5:35.03 |       |

### Final
| Pos.   | Raia | Atleta               | Tempo   | Notas            |
| ------ | ---- | -------------------- | ------- | ---------------- |
| Ouro   | 4    | USA Bradley Snyder   | 4:32.41 |                  |
| Prata  | 3    | ESP Enhamed Enhamed  | 4:38.24 | Recorde europeu  |
| Bronze | 5    | CHN Yang Bozun       | 4:41.73 | Recorde asiático |
| 4      | 2    | ESP Israel Oliver    | 4:48.86 |                  |
| 5      | 7    | UKR Dmytro Zalevskyy | 4:53.46 |                  |
| 6      | 6    | BRA Matheus Souza    | 4:58.50 |                  |
| 7      | 8    | RSA Hendri Herbst    | 4:59.51 | Recorde africano |
| 8      | 1    | UKR Viktor Smyrnov   | 5:01.06 |                  |

## S12

### Eliminatórias

#### Eliminatória 1
| Pos. | Raia | Atleta                | Tempo   | Notas |
| ---- | ---- | --------------------- | ------- | ----- |
| 1    | 4    | ESP Enrique Floriano  | 4:19.38 | Q     |
| 2    | 2    | UKR Sergii Klippert   | 4:30.68 | Q     |
| 3    | 6    | ARG Ignacio González  | 4:33.33 | Q     |
| 4    | 5    | ITA Fabrizio Sottile  | 4:38.09 | Q     |
| 5    | 3    | UKR Anton Stabrovskyy | 4:38.94 |       |

#### Eliminatória 2
| Pos. | Raia | Atleta                        | Tempo   | Notas |
| ---- | ---- | ----------------------------- | ------- | ----- |
| 1    | 4    | RUS Sergey Punko              | 4:25.03 | Q     |
| 2    | 5    | USA Tucker Dupree             | 4:28.14 | Q     |
| 3    | 3    | ESP Omar Font                 | 4:30.13 | Q     |
| 4    | 6    | GER Daniel Simon              | 4:36.87 | Q     |
| 5    | 2    | ESP José Ramon Cantero Elvira | 4:40.45 |       |
| 6    | 7    | UKR Oleg Tkalienko            | 4:57.67 |       |

### Final
| Pos.   | Raia | Atleta               | Tempo   | Notas |
| ------ | ---- | -------------------- | ------- | ----- |
| Ouro   | 5    | RUS Sergey Punko     | 4:10.26 |       |
| Prata  | 4    | ESP Enrique Floriano | 4:14.77 |       |
| Bronze | 2    | UKR Sergii Klippert  | 4:17.12 |       |
| 4      | 6    | ESP Omar Font        | 4:21.01 |       |
| 5      | 3    | USA Tucker Dupree    | 4:24.51 |       |
| 6      | 1    | GER Daniel Simon     | 4:30.95 |       |
| 7      | 7    | ARG Ignacio González | 4:34.38 |       |
| 8      | 8    | ITA Fabrizio Sotille | 4:36.74 |       |

## S13

### Eliminatórias

#### Eliminatória 1
| Pos. | Raia | Atleta                     | Tempo   | Notas |
| ---- | ---- | -------------------------- | ------- | ----- |
| 1    | 4    | RSA Charles Bouwer         | 4:17.74 | Q     |
| 2    | 5    | RUS Aleksandr Golintovskii | 4:19.69 | Q     |
| 3    | 3    | CAN Devin Gotell           | 4:23.84 | Q     |
| 4    | 6    | RUS Stepan Smagin          | 4:28.37 | Q     |
| 5    | 2    | UKR Anton Ganzha           | 4:35.61 |       |

#### Eliminatória 2
| Pos. | Raia | Atleta                | Tempo   | Notas |
| ---- | ---- | --------------------- | ------- | ----- |
| 1    | 4    | BLR Ihar Boki         | 4:02.83 | Q     |
| 2    | 5    | UKR Danylo Chufarov   | 4:15.24 | Q     |
| 3    | 3    | NZL Daniel Holt       | 4:17.63 | Q     |
| 4    | 6    | AUS Sean Russo        | 4:22.83 | Q     |
| 5    | 2    | BRA Carlos Farrenberg | 4:37.22 |       |

### Final
| Pos.   | Raia | Atleta                     | Tempo   | Notas              |
| ------ | ---- | -------------------------- | ------- | ------------------ |
| Ouro   | 4    | BLR Ihar Boki              | 3:58.78 | Recorde mundial    |
| Prata  | 5    | UKR Danylo Chufarov        | 4:05.85 |                    |
| Bronze | 2    | RUS Aleksandr Golintovskii | 4:11.13 |                    |
| 4      | 3    | NZL Daniel Holt            | 4:12.66 | Recorde da Oceania |
| 5      | 6    | RSA Charles Bouwer         | 4:14.13 |                    |
| 6      | 7    | AUS Sean Russo             | 4:18.25 |                    |
| 7      | 1    | CAN Devin Gotell           | 4:20.43 |                    |
| 8      | 8    | RUS Stepan Smagin          | 4:27.31 |                    |

Legenda
| Recorde mundial      | Recorde mundial (World record)               |                       | Recorde africano                      | Recorde africano (African) |                                           | Q | Classificado por posição (Qualified) |
| Recorde paralímpico  | Recorde paralímpico (Paralympic record)      | Recorde da América    | Recorde da América (Americas)         | q                          | Classificado por melhor tempo (Qualified) |   |                                      |
| Melhor marca do ano  | Melhor marca do ano (World leading)          | Recorde asiático      | Recorde asiático (Asian)              | DNS                        | Não largou (Did not start)                |   |                                      |
| Recorde nacional     | Recorde nacional (National record)           | Recorde europeu       | Recorde europeu (European)            | DNF                        | Não terminou (Did not finish)             |   |                                      |
| Recorde pessoal      | Recorde pessoal do atleta (Personal best)    | Recorde da Oceania    | Recorde da Oceania (Oceania)          | DSQ / DQ                   | Desclassificado (Disqualified)            |   |                                      |
| Recorde da temporada | Recorde da temporada do atleta (Season best) | Recorde sul-americano | Recorde sul-americano (South America) | NM                         | Sem marca (No mark)                       |   |                                      |